# حركة غامبيلا الشعبية الديمقراطية
حركة غامبيلا الشعبية الديمقراطية (بالأمهرية: የጋምቤላ ሕዝቦች ዴሞክራሲያዊ ንቅናቄ)‏  كان حزبًا سياسيًا في منطقة غامبيلا إثيوبيا . وهي الحليف الإقليمي لائتلاف الجبهة الثورية الديمقراطية الشعبية الإثيوبية الحاكم.

## التاريخ
في ديسمبر 2019 ، تم تشكيل حزب الازدهار من خلال اندماج ثلاثة أحزاب سابقة في الجبهة الديمقراطية الثورية للشعب الإثيوبي، وهي حركة أمهرة الوطنية الديمقراطية،والمنظمة الديمقراطية لشعوب أورومو، وحركة شعب جنوب أثيوبيا الديمقراطية. كما تم تضمين حزب عفار الوطني الديمقراطي، وجبهة بنيشانغول - غوموز للوحدة الديمقراطية الشعبية،وحزب الشعب الصومالي الإثيوبي الديمقراطي، وحركة غامبيلا الشعبية الديمقراطية، ورابطة هاريري الوطنية في الاندماج.